# Struga (rejon stoliński)
Struga (biał. Струга; ros. Струга) – agromiasteczko na Białorusi, w obwodzie brzeskim, w rejonie stolińskim, w sielsowiecie Struga.
W źródłach występuje także pod nazwą Struha.
Znajduje się tu parafialna cerkiew prawosławna pw. św. Michała Archanioła.

## Historia
Dawniej wieś i majątek ziemski zamieszkane przez szlachtę zaściankową. W dwudziestoleciu międzywojennym leżała w Polsce, w województwie poleskim, w powiecie stolińskim, w gminie Stolin. Po II wojnie światowej w granicach Związku Sowieckiego. Od 1991 w niepodległej Białorusi.